# سودینا (بازیکن فوتبال)
سودینا (به پرتغالی: Felipe Monteiro Diogo) هافبک اهل برزیل است که در شهر Jundiaí و در تاریخ ۱۷ ژوئیهٔ ۱۹۸۸ به دنیا آمده‌است.
سودینا در تیم‌های فوتبال اودینزه سابقهٔ حضور دارد.